# 賈瓦赫蒂國家公園

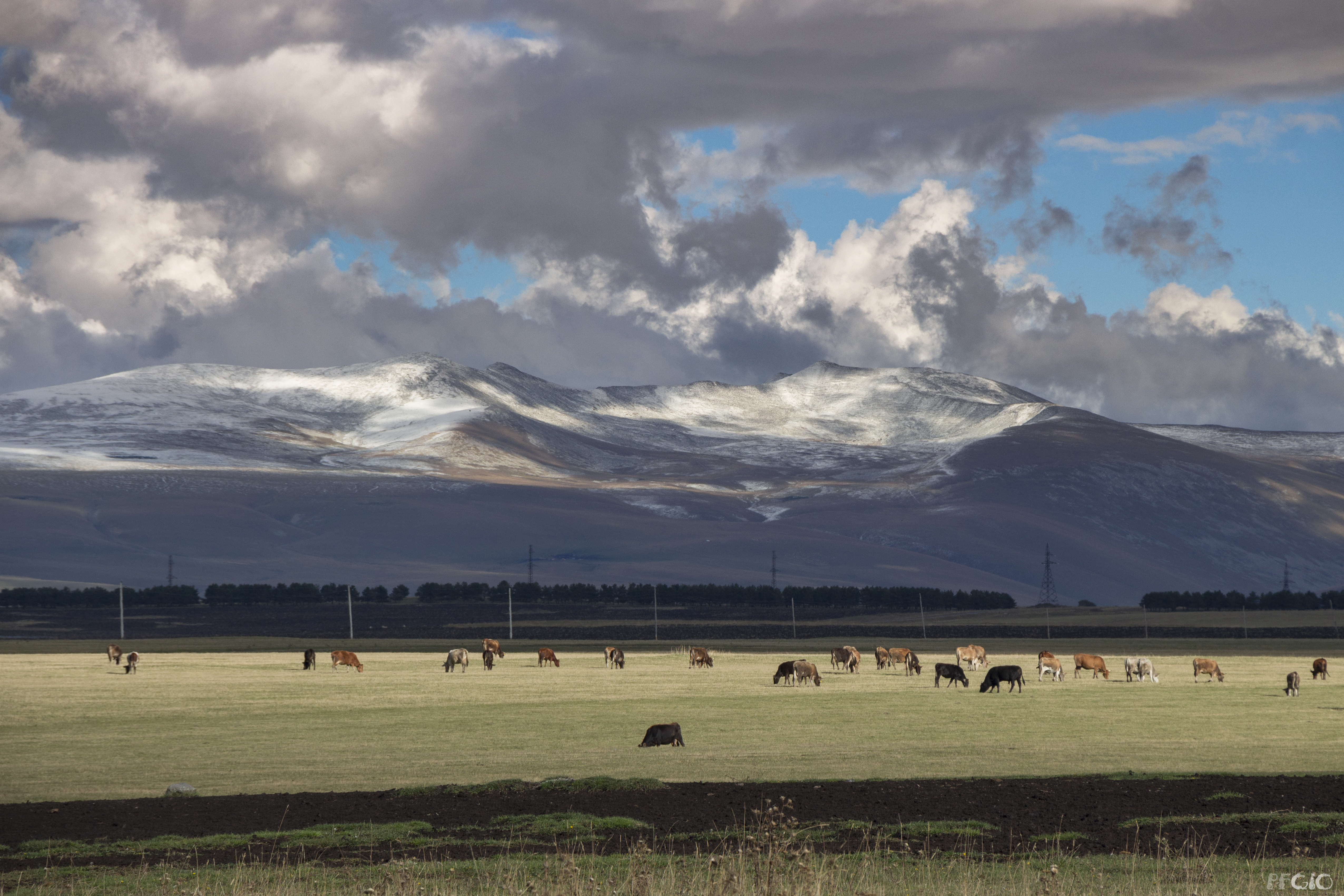

41°10′N 43°26′E / 41.167°N 43.433°E
賈瓦赫蒂國家公園是格魯吉亞的國家公園，位於該國南部薩姆茨赫-賈瓦赫蒂大区，成立於2011年，面積239平方公里，有斑臉海番鴨、赤麻鴨、白眼潛鴨、長腳秧雞、鵜鶘、鷸、燕鷗、鸛、赤翅沙雀等野生鳥類棲息。